# Università Cattolica del Sacro Cuore

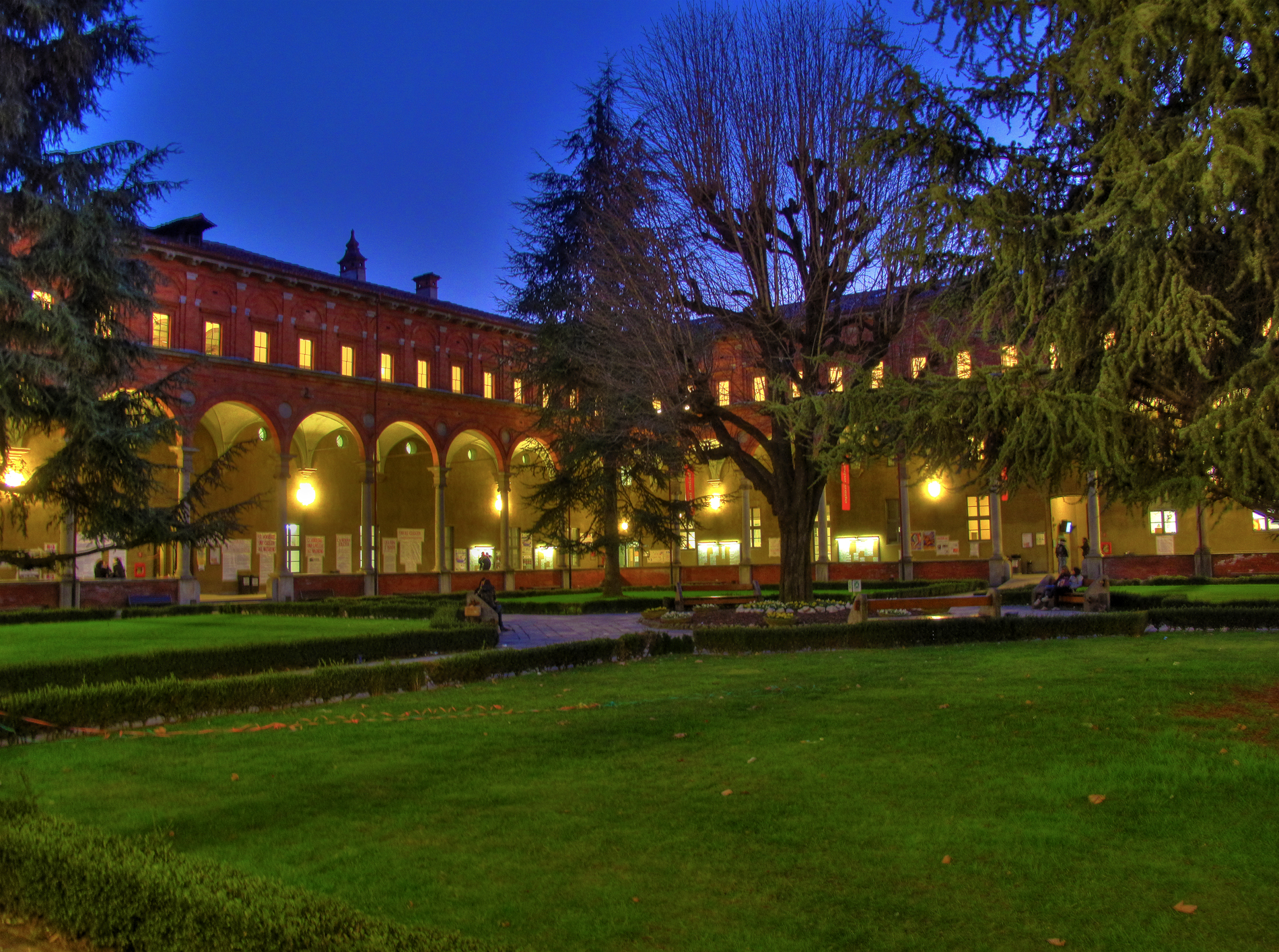
Klooster op de campus van UCSC

De Università Cattolica del Sacro Cuore (UCSC) is een katholieke Italiaanse universiteit, opgericht in 1921 door Agostino Gemelli. Zij kent verscheidene locaties: Milaan, Brescia, Rome, Piacenza-Cremona en Campobasso.

## Rectoren
- Agostino Gemelli (1921-1959)
- Francesco Vito (1959-1965)
- Ezio Franceschini (1965-1968)
- Giuseppe Lazzati (1968-1983)
- Adriano Bausola (1983-1998)
- Sergio Zaninelli (1998-2002)
- Lorenzo Ornaghi (2002-2012)
- Franco Anelli (2013-2024)
- Elena Beccalli (2024-)

## Organisatie
Faculteiten:
- Landbouw, Piacenza-Cremona
- Letteren en Filosofie
- Bankwezen, Financiën en Verzekering
- Economie
- Economie, Piacenza-Cremona
- Onderwijs
- Rechten
- Rechten, Piacenza-Cremona
- Wiskunde, Natuurkunde en Natuurwetenschappen, Brescia
- Geneeskunde en Chirurgie, Rome
- Moderne Talen
- Politieke Wetenschappen
- Psychologie
- Sociologie